# Johann Michael Baader
Pour les articles homonymes, voir Baader.
Ne pas confondre avec le peintre Jean Baader (1709-1779) ni avec l'architecte et écrivain Johannes Baader (1875-1955).
Jean-Michel Baader ou Johann Michael Baader, né en 1736 à Eichstätt et mort le 30 novembre 1792 à Paris, est un artiste peintre et un graveur allemand.

## Biographie

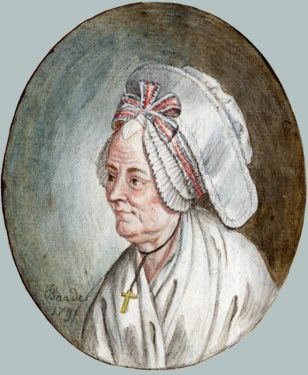
Marie Thérèse Levasseur. Veuve de Jean-Jacques Rousseau, aquarelle, 1791 (Montmorency, musée Jean-Jacques Rousseau).

Né en 1736, il étudie à Paris en 1759. Il revient en 1788 à Eichstätt sa ville natale pour y exercer l'emploi de peintre de l'évêque de cette ville. Il peint des tableaux d'intérieur et représente aussi des sujets d'histoire, entre autres la Fille de Jephté.
Il est mort le 30 novembre 1792 à Paris.